# 阿斯塔納1站
阿斯塔纳1站原名努尔苏丹1站是哈薩克斯坦首都阿斯塔纳的鐵路車站，為阿斯塔纳兩座主要鐵路車站之一，由哈萨克斯坦国家铁路管理。該站始建於1929年，並於1990年及2003年重建。為因應2017年阿斯塔納世界博覽會，由土耳其建築公司設計的阿斯塔納光明之路站已於2017年完工，但目前新舊站皆同時使用。
2019年4月车站更名为努尔苏丹1站。2022年9月17日，首都被重新命名为阿斯塔纳，车站名称也随之更改。